# 对中国能源问题的思考
《对中国能源问题的思考》，是江泽民2008年发表的论文，该论文以中文和英文双语的形式发表于《上海交通大学学报》。该论文收录于江泽民的文集《中国能源问题研究》。

## 创作评审
2007年底，适逢江泽民从交通大学毕业60周年，上海交通大学向江泽民约稿，作为112周年校庆的献礼。之后，江泽民查阅资料并请教相关专家，马富才、宁吉喆、周大地、韩文科等人也帮助江泽民搜集了数据资料，江泽民亲自撰写了论文和英文摘要。2008年2月28日，江泽民向《上海交通大学学报》编辑部交稿。论文经过了内审和外审环节。编辑部对原稿修改了五六次，修改稿共达16份，数次往返于编辑部和江泽民之间，修正了大量格式问题。论文发表于《上海交通大学学报（自然科学版）》及《上海交通大学学报（英文版）》2008年第3期。

## 内容
论文阐述了能源安全的重要性，探讨了中国能源发展的机遇和挑战，论述了中国能源发展的战略思路，认为中国要以煤炭为基础，进行节能降耗，同时发展无碳、低碳能源和可再生能源。论文还讨论了能源税、能源价格和能源发展前景等问题。

## 后续
2009年4月23日，江泽民视察中国联合工程有限公司时，送出了这篇论文。

## 评价
中国工程院院士陈勇评价称，江泽民以新的身份来思索中国的能源问题，会有更新的视角，这也是对中国能源问题的关注升温的标志。
上海交通大学党委书记马德秀评价称，该论文是一篇高屋建瓴、内涵丰富、论述精辟、系统全面地阐述中国能源问题的重要文献。
中国矿业大学余力教授认为论文没有提及煤炭地下汽化技术，是其不足之处。曾任长春一汽副厂长的沈永言认为论文的最后部分略显不足，应有更具操作性的政策意见。
科技部和国家能源局等部门研讨了这篇论文。
对于江泽民发表论文这一行为，南方周末报道称，有学者认为卸任领导人应在社会公共事务和学术研究等方面有着更多空间。